# Арсаке, Апостол
Апостол Арсаке или Апостолос Арсакис (рум. Apostol Arsache, греч. Απόστολος Αρσάκης; 1792, Квендер Пискова, Янина, Османская империя — 1874, Бухарест, Объединённое княжество Валахии и Молдавии) — румынский консервативный политик, государственный деятель, исполняющий обязанности премьер-министра Объединённого княжества Валахии и Молдавии (8 июня — 23 июня 1862), предшественника современного Румынского государства. Филантроп.

## Биография
Аромун по происхождению. Сын Кириакоса Арсакиса, жившего в регионе на границе современных Греции и Албании. Родился в селе Квендер Пискова близ города Пермети вилайета Янина Османской империи, ныне община в округе Пермети области Гирокастра Албании.
В 1800 году вместе с семьей переехал в Вену, где учился в школе для греческих эмигрантов. Изучал медицину в университете Галле. Во время учёбы опубликовал трактат на греческом языке, посвящённый истории медицины. С 1814 жил в Бухаресте.
В 1822 перестал заниматься медицинской практикой и посвятил себя дипломатии. В 1836—1839 был секретарём валашского господаря Александра Гика.
С 22 января по 24 июня 1862 года был министром иностранных дел в правительстве первого премьер-министра Объединённого княжества Молдавии и Валахии Барбу Катарджу. После его убийства с 8 июня (20 июня по новому стилю) по 23 июня 1862 года временно исполнял обязанности премьер-министра Объединённого княжества Валахии и Молдавии.
Занимался благотворительной деятельностью. Известен как один из организаторов престижной женской школы в Афинах, названной в его честь — Арсакион. За многочисленные пожертвования, особенно в пользу развития образования, ему было присвоено звание почетного гражданина Греции.